# Hippeastrum minasgerais
Hippeastrum minasgerais är en amaryllisväxtart som först beskrevs av Hamilton Paul Traub, och fick sitt nu gällande namn av Alan W. Meerow. Hippeastrum minasgerais ingår i släktet amaryllisar, och familjen amaryllisväxter. Inga underarter finns listade i Catalogue of Life.